# Йоханссон, Сёрен Вульф
Сёрен Вульф Йоханссон (дат. Søren Wulff Johansson) (род. 26 августа 1971, Хальс, Дания) — датский десятиборец. Он был первым из датских спортсменов, дисквалифицированым за употребление допинга на два года.
Йоханссон был членом следующих спортивных клубов: АК Ольборг до 1989 года, Тронгардененс Спортивный Клуб 1991/1992, Спарта Легкая атлетика 1993, Копенгагенс Спортивный клуб 1994/1995. Он выиграл два юниорских чемпионата Дании. Его лучшим показателем в десятиборье является 7154 пунктов.
В 1989 году Йоханссон за незаконный оборот анаболиков был дисквалифицирован на два года. В 1995 году он был дисквалифицирован снова.